# Parcul Ecologic Xochimilco
Parcul Ecologic Xochimilco (în spaniolă Parque Ecológico Xochimilco) este un parc din Mexic. Acesta este și o rezervație creată de om pentru animale. Axolotul și multe alte animale pe cale de dispariție din Mexic, dar și din lume, se află acolo.